# Bisbat de Stefaniaco
El bisbat de Stefaniaco (llatí: Dioecesis Stephanensis o Stephanicensis) és una seu suprimida i titular de l'Església catòlica.

## Història
La diòcesi de Stefaniaco, situada a l'interior d'Albània entre les seus de Durazzo, Krujë i Benda, té orígens incerts. Apareix per primera vegada, entre les sufragànies de Durazzo, al Notitia Episcopatuum atribuïda a l'emperador Lleó VI (principis del segle x). L'únic bisbe grec conegut d'aquest període és Cosmas, que va participar en el Concili de Constantinoble de 879-880 que va rehabilitar el patriarca Foci I de Constantinoble.
Més tard no se sap res d'aquesta diòcesi, fins que, al segle xiii, amb l'arribada dels angevins, es van establir diverses places de ritu llatí al regne d'Albània. En aquesta ocasió es va establir la diòcesi llatina de Stefaniaco, juntament amb les de Benda i Prisca. El primer bisbe conegut de Stefaniaco i Benda és Demetri de Scutari, que va ser traslladat a l'arquebisbat de Durazzo el 1363.
Al segle xvi, la ciutat de Stefaniaco va ser destruïda després de l'ocupació turca de la regió. Un dels darrers bisbes, Nicola Mecansio, va rebre l'encàrrec dels seus fidels d'anar a Venècia el 1602 per demanar ajuda contra l'enemic turc.
El 1615 una nota ens informa que l'església no tenia una catedral pròpia i el bisbe residia a Mamili. Atès que la seu de Durazzo, de la qual Stefaniaco era sufragània, estava vacant, el bisbe de Stefaniaco va apel·lar directament a la Santa Seu, com a diòcesi immediatament subjecta. Al bisbe de Stefaniaco se li va concedir el títol en commenda de bisbe d'Albània amb l'administració efectiva de la diòcesi. En qualsevol cas, a la primera meitat del segle xvii, la diòcesi va ser suprimida definitivament.
Avui la diòcesi de Stefaniaco sobreviu com a bisbat titular; l'actual bisbe titular és Marcelo Julián Margni, bisbe auxiliar de Quilmes.

## Cronologia episcopal

### Bisbes grecs
- Cosma † (citat el 879)

### Bisbes llatins de Stefaniaco i Benda
- Demetrio † (? - 20 de desembre de 1363 nomenat arquebisbe de Durazzo)
- Giuliano † (? - 23 de desembre de 1364 nomenat bisbe de Carinola)
- Pietro di Anagni, O.P. † (16 de desembre de 1365 - ? renuncià)
- Ludovico † (28 de gener de 1376 - ?)
- Andrea † (7 de setembre de 1387 - ?)
  - John Greyby, O.F.M. † (2 de març de 1403 - ?) (bisbe titular)[5]
- Giorgio Pandusio, O.P. † (12 de maig de 1404 - ? mort)
- Marino Canti, O.P. † (23 de novembre de 1418 - ? mort)
- Nicola Pastore † (7 de gener de 1431 - ? mort)
- Elia Sguri † (1455 - 2 d'agost de 1471 nomenat bisbe de Krujë)
- Nicola di Breta † (24 de febrer de 1472 - ? mort)
- Luca Conti † (4 de maig de 1494 - ? mort)
- Giovanni Almodonari, O.F.M. † (24 d'abril de 1499 - ? mort)
- Demetrio Valmio † (? mort)
- Andrea Aohiok † (18 de setembre de 1508 - ?)
- Siriano Dorug † (12 de novembre de 1512 - ?)
  - Juan Casella † (23 de novembre de 1517 - ?) (bisbe titular)[6]
- Giorgio Sguri † (18 de gener de 1549 - abans del 1578 mort)
- Silvestro d'Albania, O.F.M. † (8 de gener de 1582 - ? mort)
- Nicola Mecansio, O.F.M. † (19 de juny de 1592 - 1625 mort)
- Dominik Andrijasevic, O.F.M. † (1 de desembre de 1625 - 1632 mort)

### Bisbes titolars
- Giovanni Stamati † (25 de març de 1967 - 20 de febrer de 1979 nomenat eparca de Lungro dels italo-albanesos)
- József Szendi † (5 d'abril de 1982 - 3 de setembre de 1983 nomenat bisbe de Veszprém)
- Luis Robles Díaz † (16 de febrer de 1985 - 7 d'abril de 2007 mort)
- Mario Delpini (13 de juliol de 2007 - 7 de juliol de 2017 nomenat arquebisbe de Milà)
- Marcelo Julián Margni, des del 5 de desembre de 2017